# Friedrich Melchior Grimm
Friedrich Melchior Grimm (Regensburg, 26 december 1723 – Gotha, 19 december 1807) was een Frans-Duits diplomaat en atheïstisch schrijver uit de Verlichting. Hij werkte aan meerdere artikelen in de Encyclopédie over muziek.

## Biografie
Grimm was de zoon van een Duitse pastor en was afgestudeerd aan de Universiteit van Leipzig. In 1748 trok hij naar Parijs. Hij was een graag geziene gast in de salons vanwege zijn ironie en roddel. Hij gaf zijn mening in de Buffonistenstrijd tussen aanhangers van Giovanni Battista Pergolesi en Jean-Baptiste Lully.
Hij lichtte vanaf 1753 verschillende vorstenhoven in over het intellectuele leven in Parijs in de vorm van handgeschreven brieven. Hij was aan het begin van Zevenjarige Oorlog (1756-1763) officier in het Franse leger.
In Frankrijk ontwikkelde zich een radicale richting (Diderot, Holbach en Grimm) die zich afzette tegen halfzachte verlichters als Jean-Jacques Rousseau en Voltaire, die een bepaalde vorm van religie accepteerden in hun filosofie. Samen met Diderot brak hij met Rousseau.
In 1763 ontving hij Wolfgang Amadeus Mozart en zijn zus Nannerl Mozart in Parijs. In 1773 bezocht hij Catharina de Grote in Sint-Petersburg. In 1791 ontvluchtte hij de Franse Revolutie en verhuisde hij naar Gotha. Aan het einde van zijn leven werd hij blind.